# ユンカース L5
ユンカース L5はドイツの1920年代の直列6気筒水冷式航空機エンジンである。1925年にライセンスされたBMW Ⅳを元に開発されたユンカース L2が初めて運転された。

## 仕様 (ユモ L5G)
- 形式:6気筒水冷直列
- ボア:160 mm (6.30in)
- 行程*190 mm (7.48 in)
- 排気量:(1398.1 cu in)
- 全長:1,780 mm (70.86 in)
- 幅：650 mm (25.59 in)
- 全高:1,215 mm (47.84 in)
- 重量:342 kg (754.1 lb)
- 出力:260 kW (350 hp)
- 圧縮比: 5.50:1

## 搭載機
- アルバトロス L 73
- アルバトロス L 75
- フォッケ-ウルフ A 32
- ハインケル HD 42
- ハインケル He 50
- ユンカース F.13
- ユンカース A.20
- ユンカース A.35
- ユンカース G.23
- ユンカース G.24
- ユンカース K.30
- ユンカース G.31
- ユンカース W.33
- メッサーシュミット M24
- ローバック Ro.VIII